# HCard

hCard (сокращение для HTML vCard) — микроформат для публикации контактной информации людей, компаний, организаций и мест в (X)HTML, Atom, RSS или произвольном XML. hCard является представлением один к одному параметров и значений формата vCard (RFC 2426).

## Пример
HTML:
```
 
<div>

   
<div>
Вася
 
Пупкин
</div>

   
<div>
ООО
 
«Рога
 
и
 
Копыта»
</div>

   
<div>
604-555-1234
</div>

   
<a
 
href=
"http://example.com/"
>
http://example.com/
</a>

 
</div>

```

С добавлением микроформатов выглядит так:
```
 
<div
 
class=
"vcard"
>

   
<div
 
class=
"fn"
>
Вася
 
Пупкин
</div>

   
<div
 
class=
"org"
>
ООО
 
«Рога
 
и
 
Копыта»
</div>

   
<div
 
class=
"tel"
>
604-555-1234
</div>

   
<a
 
class=
"url"
 
href=
"http://example.com/"
>
http://example.com/
</a>

 
</div>

```

Используемые здесь полное имя (fn), организация (org), телефонный номер (tel) и веб-адрес (url) определены с использованием определённых имён классов, а для всего блока задан class="vcard", который показывает, что другие классы принадлежат hCard.

## Geo + adr
Микроформат Geo является частью спецификации hCard и часто используется для включения координат местоположения внутри hCard.
Часть adr микроформата hCard может быть использована как самостоятельный микроформат.

## Реальный пример
Это контактная информация Фонда Викимедиа в формате hCard:

Wikimedia Foundation Inc.

200 2nd Ave. South #358
 St. Petersburg, FL 33701-4313
USA

Телефон: +1-727-231-0101
E-mail: info@wikimedia.org
Факс: +1-727-258-0207

Разметка данного блока выглядит так:
```
 
<div
 
class=
"vcard"
>

   
<div
 
class=
"fn org"
>
Wikimedia
 
Foundation
 
Inc.
</div>

   
<div
 
class=
"adr"
>

     
<div
 
class=
"street-address"
>
200
 
2nd
 
Ave.
 
South
 
#358
</div>

     
<div>

       
<span
 
class=
"locality"
>
St.
 
Petersburg
</span>
,
 

       
<abbr
 
class=
"region"
 
title=
"Florida"
>
FL
</abbr>
 
<span
 
class=
"postal-code"
>
33701-4313
</span>

     
</div>

     
<div
 
class=
"country-name"
>
USA
</div>

   
</div>

   
<div>
Телефон:
 
<span
 
class=
"tel"
>
+1-727-231-0101
</span></div>

   
<div>
E-mail:
 
<span
 
class=
"email"
>
info@wikimedia.org
</span></div>

   
<div>

     
<span
 
class=
"tel"
><span
 
class=
"type"
>
Факс
</span>
:
 

     
<span
 
class=
"value"
>
+1-727-258-0207
</span></span>

   
</div>

 
</div>

```

## Другие атрибуты
Другие обычно используемые атрибуты hCard включают
- bday — дата рождения персоны
- email
- honorific-prefix
- honorific-suffix
- label
- logo
- nickname
- note — произвольный текст, заметки
- photo
- post-office-box